# Cratere Keats
Keats  è un cratere sulla superficie di Mercurio.